# Массалыга, Никита Алексеевич
Никита Алексеевич Массалыга (род. 9 октября 2007, Красноярск) — российский футболист, полузащитник московского «Спартака».

## Клубная карьера
Воспитанник красноярской СШОР «Енисей». Впоследствии два года занимался футболом в академии клуба «Краснодар», но был из неё отчислен и вернулся в «Енисей». С 2022 по 2023 год выступал за «Енисей» в Юношеской футбольной лиге. В составе команды стал победителем ЮФЛ зоны Сибирь. Три года выступал в составе школы «Енисея» и в августе 2023 года Массалыга принял предложение перейти в академию московского «Спартака». После перехода начал выступать в Юношеской футбольной лиге. 26 октября 2023 года подписал свой первый контракт со «Спартаком». С весны 2024 года начал привлекаться к играм молодёжного состава «Спартака» в Молодёжной футбольной лиге.
30 марта 2025 года был впервые включён в заявку основного состава «Спартака» на матч против «Ахмата», став первым в истории футболистом 2007 года рождения, который попал в заявку основного состава клуба. Дебютировал за «Спартак» 19 апреля 2025 года в матче 25-го тура чемпионата России против «Акрона» (3:2), выйдя на 82-й минуте встречи вместо Тео Бонгонды. Массалыга стал самым молодым дебютантом «Спартака» за 15 лет, сыграв свой первый матч в 17 лет, 6 месяцев и 10 дней. 17 июля 2025 года продлил контракт со «Спартаком» до июня 2028 года. 27 июля 2025 года дебютировал за фарм-клуб «Спартака» — «Спартак-2», выйдя в стартовом составе на матч 16-го тура дивизиона «Б» Второй лиги против «Череповца» (0:3).

## Карьера в сборной
С 14 лет Массалыга вызывался в сборную России по своему возрасту. В октябре 2023 года был впервые вызван Андреем Аксёновым в состав сборной России до 17 лет, за которую провёл один матч против сверстников из сборной Беларуси (2:1).